# Persatuan Sepakbola Indonesia Jakarta
El Persatuan Sepakbola Indonesia Jakarta, més conegut com a Persija Jakarta, és un club de futbol indonesi de la ciutat de Jakarta, Java Occidental.

## Història
El club va ser fundat l'any 1928 amb el nom de VIJ Jakarta (Voetbalbond Indonesische Jakarta). Adoptà el nom de Persija Jakarta el 1964.

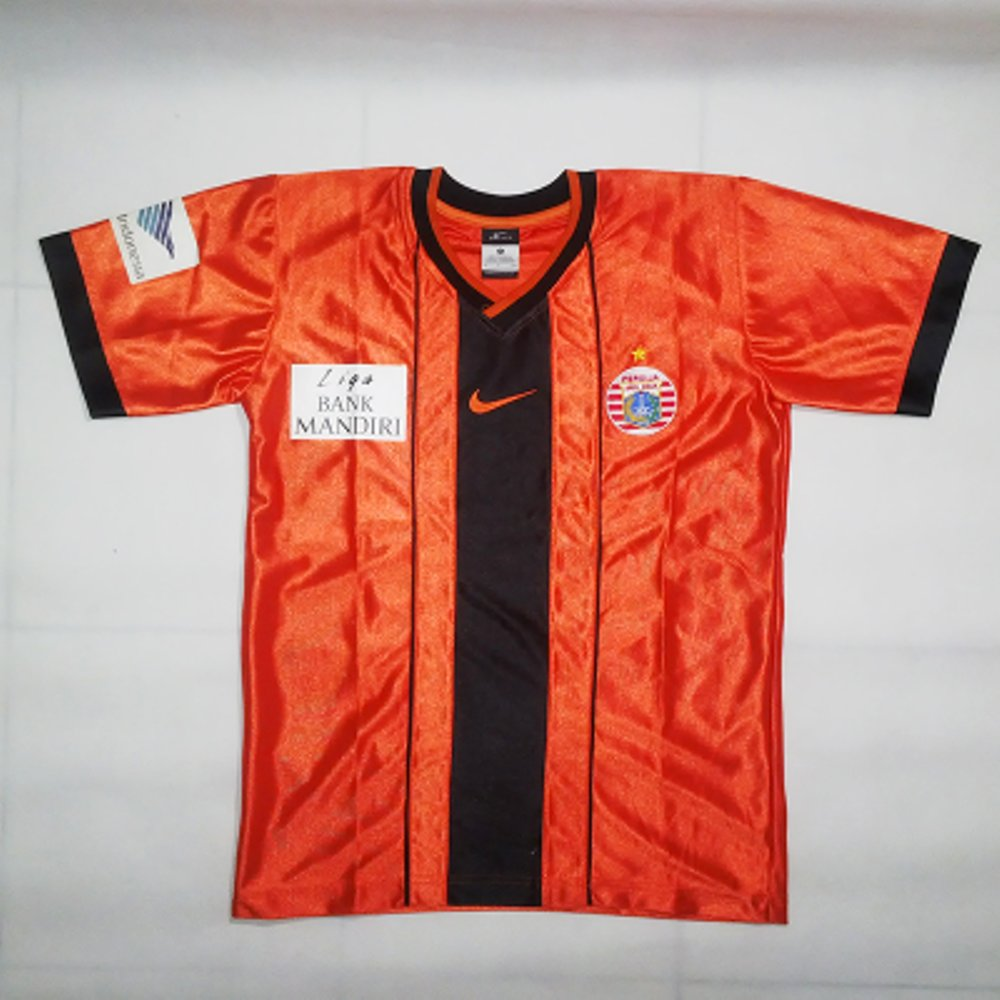
Uniforme taronja usat l'any 2000.

Persija Jakarta usava tradicionalment el color vermell com uniforme local. El governador de Jakarta, Sutiyoso, reemplaçà el 1997 el color pel taronja, en línia al símbol del tigre adoptat amb els canvis de marca de l'entitat. 19 anys més tard , es decidí retornar al color vermell.

## Palmarès

### Competicions nacionals
- Perserikatan
- Títols/Campionats (9): 1931, 1933, 1934, 1938, 1954, 1964, 1973, 1975, 1979
- Subcampionats (5): 1932, 1951, 1952, 1978, 1988
- Liga Indonesia
- Títols/Campionats (1): 2001
- Subcampionats (1): 2005

### Copa nacional
- Piala Indonesia
- Finalista (1): 2005

### Torneigs nacionals
- Bang Yos Gold Cup (PEBY)
- Títols/Campionats (1): 2003
- Bang Ali Cup
- Títols/Campionats (1): 1977
- Trofeu Persija
- Títols/Campionats (2): 2011, 2012
- Trofeu Siliwangi
- Títols/Campionats (2): 1976, 1978
- Trofeu Jusuf
- Títols/Campionats (1): 1977
- Trofeu Surya
- Títols/Campionats (1): 1978
- Trofeu Marah Halim
- Títols/Campionats (1): 1977

### Internacional
- Trofeu Quoch Khanh Saigon/Ho Chi Minh City
- Títols/Campionatss (1): 1973
- Trofeu del Soldà de Brunei Darussalam
- Títols/Campionats (2): 2000, 2001

### Persija U-18
- Trofeu de Soeratin
- Títols/Campionats (4): 1967, 1970, 1972, 1974
- Subcampionats (1): 2000